# Duncan Stewart (governatore)
Duncan George Stewart CMG (Witkleifontein, 22 ottobre 1904 – Singapore, 10 dicembre 1949) è stato un politico britannico.
Venne pugnalato il 3 dicembre 1949 a Sibu, nel Sarawak, morendo all'ospedale centrale di Singapore alcuni giorni dopo

## Biografia
Stewart nacque a Witkleifontein il 22 ottobre 1904, nella Colonia del Transvaal, oggi parte del Sudafrica, e studiò in Inghilterra al Winchester College ed all'Oriel College, Oxford, dove si laureò.
Nel 1928 Stewart entrò nel servizio coloniale ed ebbe ruoli come ufficiale di distretto a Oyua, in Nigeria, segretario coloniale nelle Bahamas, segretario delle finanze in Palestina e segretario del governatore in Sudafrica. Si sposò ed ebbe tre figli.
Le sue esperienze professionali di alto profilo lo portarono a succedere a Charles Arden-Clarke nel ruolo di governatore del Sarawak.

### L'assassinio
Stewart aveva preso servizio come governatore del Sarawak da un paio di settimane e stava facendo la sua prima visita ufficiale nella colonia, giungendo il 3 dicembre 1949 a Sibu. Secondo la stampa dell'epoca, venne accolto con calore dalla popolazione. Dopo aver ispezionato la guardia d'onore ed aver incontrato un gruppo di bambini delle scuole locali, un giovane di nome Moshidi bin Sedek si avvicinò a lui con una macchina fotografica per chiedergli una fotografia. Non appena Stewart si mise in posa, un altro giovane, Rosli bin Dobi, lo pugnalò. Entrambi i giovani vennero subito arrestati dalle autorità britanniche.
Malgrado la ferita profonda, Stewart cercò di restare in piedi sino a quando il sangue non iniziò a macchiare vistosamente la sua divisa bianca. Venne trasportato d'urgenza a Kuching e poi da lì all'ospedale di Singapore, dove morì alcuni giorni dopo.
I due giovani vennero accusati dell'omicidio e impiccati. Furono creduti entrambi membri del movimento anti-cessionista, movimento contrario alla cessione di Sarawak alla Corona Britannica,  e che si prometteva di restaurare al potere Anthony Brooke al trono del Sarawak, ma successivamente venne appurato che Brooke era completamente all'oscuro di questo attentato.